# تجمع جحران (المحفد)

تعديل مصدري - تعديل

تجمع جحران هو "تجمع بدوي" في  عزلة المحفد بمديرية المحفد التابعة لمحافظة أبين، بلغ تعداد سكانها 31 نسمة حسب تعداد اليمن لعام 2004.